# Danske Tandplejere
|  | Denne artikel handler om en fagforening. For andre betydninger, se DTP. |
Danske Tandplejere (forkortet: DTP), tidligere Dansk Tandplejerforening er den faglige forening,
der varetager tandplejernes og de tandplejestuderendes interesser i Danmark.

Fagforeningen blev stiftet i 1974 og medlemstallet udgør 1.600 medlemmer (pr. 1. januar 2015).
Foreningens formand har siden 1999 været Elisabeth Gregersen.
Fagforeningen udgiver fagbladet Tandplejeren, som udkommer 6 gange om året.
Tandplejerforeningens engelske navn er: The Danish Association of Dental Hygienists.

Danske Tandplejere er medlem af følgende organisationer:
- Sundhedskartellet
- Forhandlingsfællesskabet
- FH (men DTP var tidligere medlem af FTF)
- Den internationale tandplejersammenslutning, International Federation of Dental Hygienists (IFDH) [2]